# Adam Giełgud
Adam Jerzy Konstanty Giełgud (ur. 24 grudnia 1832 lub 12 kwietnia 1834 w Królewcu, zm. 26 listopada 1920 w Vevey) – urzędnik ministerialny w Anglii, literat, działacz polonijny.

## Życiorys
Według jednych źródeł urodził się 24 grudnia 1832, według innych 12 kwietnia 1834. Wywodził się ze starego rodu książąt osiadłych w Giełgudyszkach. Był synem majora Jana Giełguda (1795–1877) i Kunegundy z Szemiotów oraz bratankiem generała Antoniego Giełguda (1792–1831). Wychowywał się w Londynie, gdzie rząd pruski wydalił jego rodzinę. Z odznaczeniem ukończył studia prawnicze na Uniwersytecie Londyńskim. Następnie, w 1856 został urzędnikiem w administracji angielskiego Ministerstwa Wojny. Stosunkowo szybko awansował i w młodym wieku został jednym z najwyższych urzędników przy ministrze.
Od 1960 do 1864 pracował jako tłumacz dla Agencji Londyńskiej Hotelu Lambert. Adaptował doniesienia z ziem polskich dla prasy angielskiej. Udzielał się też jako dziennikarz i publicysta, publikując w angielskich czasopismach. Był autorem przekładu pamiętników Friedricha von Beusta oraz pamiętników Adama Jerzego Czartoryskiego (pt. Memoirs of Prince Adam Czartoryski and His Correspondence with Alexander I, 1888). W swojej działalności odnosił się do sprawy polskiej. W Londynie prowadził dom skupiający kolonię polską. Od 1880 do 1914 zajmował się opracowaniem treści dla wydawnictwa Annual Register. Był członkiem Arts Club w Londynie.
W 1887 odwiedził Kraków i od tego czasu corocznie przebywał w Zakopanem. W 1903 przeszedł na emeryturę i wyjechał do Krakowa. Był żonaty z Leontyną Anielą z Aszpergerów, rodem ze Lwowa, wychowanką Instytutu Panien Hotel Lambert w Paryżu, córką aktorki Anieli z Kamińskich Aszpergerowej i aktora Wojciecha Aszpergera. Miał synów Franka (Franciszek, 1860–1949, ojciec aktora Johna Gielguda), Josepha (Józef, 1867–1900), Włodzimierza (1869–1916) i córkę Izę (1875–1957), która w 1893 została żoną malarza Teodora Axentowicza i mieszkała w Krakowie. Po wybuchu I wojny światowej, nie mogąc pozostać w Zakopanem, wyjechał z żoną do Wiednia, a potem do Szwajcarii, gdzie osiadł w Vevey. Tam udzielał się w komitecie polskim wspólnie z Henrykiem Sienkiewiczem, Ignacym Janem Paderewskim, Antonim Osuchowskim. Zmarł 26 listopada 1920 w Vevey w wieku 88 lat.